# 粒叶贝绵蟹
粒叶贝绵蟹（学名：Dynomene granulobata）为贝绵蟹科贝绵蟹属的动物。在中国大陆，分布于西沙群岛等地，生活环境为海水，多见于珊瑚礁浅水中。